# ترويتسك (مقاطعة موسكو)
ترويتسك، موسكو أوبلاست (بالروسية: Троицк) هي إحدى مدن روسيا في الكيان الفدرالي الروسي موسكو أوبلاست.

## توأمة
لترويتسك (موسكو أوبلاست) اتفاقيات توأمة مع:
- فيشترزباخ